# Stig Andersson (kanotist)
Stig Olof Andersson, född 7 augusti 1927 i Västervik, död 30 april 2016 i Västervik, var en svensk kanotist. Han tävlade för Westerviks kanotklubb.
Han tog bland annat VM-guld i K-4 10000 meter i samband med sprintvärldsmästerskapen i kanotsport 1950 i Köpenhamn och 1954 i franska Mâcon.
Andersson är Stor grabb nummer 40 på Svenska Kanotförbundets lista över mottagare för utmärkelsen Stor kanotist.